# Platydictya confervoides
Platydictya confervoides là một loài Rêu trong họ Amblystegiaceae. Loài này được (Brid.) H.A. Crum miêu tả khoa học đầu tiên năm 1964.